# Catalan Fabri
Pour les articles homonymes, voir Catalan (homonymie) et Fabri.
Catalan Fabri est un inquisiteur franciscain et martyr, mort en 1321. Considéré comme saint par l'Église catholique romaine, il est fêté localement le 11 février.

## Source
- Page du site Nominis consacrée à Catalan Fabri